# 母が教えてくれたこと
『母が教えてくれたこと』（原題:Other People）は2016年に公開されたアメリカ合衆国のドラマ映画である。監督はクリス・ケリー、主演はジェシー・プレモンスが務めた。本作はケリーの長編映画監督デビュー作となった。
本作は日本国内で劇場公開されなかったが、Netflixによる配信が行われている。

## 概略
母親のジョアンが末期がんと宣告されたため、デヴィッド・マルカヒーはカリフォルニア州サクラメントにある実家に引っ越して最期の時間を共にすることにした。ところが、デヴィッドが帰ってきた途端、マルカヒー家に気まずい雰囲気が漂い始めた。と言うのも、父親（ノーマン）は息子が同性愛者であることを不快に思っていたのである。デヴィッドのカムアウトから10年以上が経過した今も、その心情に変化はなかった。
しばらくして、ジョアンは延命のための治療を打ち切るという決断を下した。ジョアンが徐々に衰弱していく中、マルカヒー家の面々はそれぞれのやり方で来たるべき死に向き合っていくのだった。
なお、本作のストーリーはケリー監督の実体験を元にしている。

## キャスト
※括弧内は日本語吹替
- ジェシー・プレモンス - デヴィッド・マルカヒー (石上裕一)
- モリー・シャノン - ジョアン・マルカヒー (勝生真沙子)
- ブラッドリー・ウィットフォード - ノーマン・マルカヒー (大川透)
- モード・アパトー - アレクサンドラ・マルカヒー (富田泰代)
- ジョン・アーリー - ゲイブ (川中子雅人)
- ザック・ウッズ - ポール (福田賢二)
- マディセン・ベイティ - レベッカ・マルカヒー (一色まゆ)
- J・J・トター - ジャスティン (山本和臣)
- ジューン・スキッブ - ルース＝アン (有川知江)
- ポール・ドゥーリイ - ロニー (側見民雄)
- レッタ - ニーナ (杉浦慶子)
- マット・ウォルシュ - スティーヴ
- ポーラ・ペル - パティおばさん (槇原千夏)
- コルトン・ダン - ダン
- マイク・ミッチェル - ドニー (中林俊史)
- ニコール・バイヤー - チャーリー
- レノン・パルハム - ヴィッキー
- ローズ・アブドゥー - アン
- ダーシー・カーデン - ジェシカ　(齋藤綾)
- ドリュー・ターヴァー - クレイグ

## 製作
2014年10月13日、ジェシー・プレモンスとシシー・スペイセクが本作に出演することになったと報じられたが、スペイセクは後に降板することになり、代役としてモリー・シャノンが起用された。2015年12月30日、ジュリアン・ワスが本作で使用される楽曲を手掛けるとの報道があった。

## マーケティング・興行収入
2016年1月21日、本作はサンダンス映画祭でプレミア上映された。2月24日、ヴァーティカル・エンターテインメントが本作の全米配給権を、Netflixが本作の全世界配信権を獲得したとの報道があった。7月8日、本作のオフィシャル・トレイラーが公開された。9月28日、本作はサンディエゴ国際映画祭のオープニング作品として上映された。9月9日、本作は全米12館で限定公開され、公開初週末に3万6997ドル（1館当たり3083ドル）を稼ぎ出し、週末興行収入ランキング初登場53位となった。

## 評価
本作は批評家から高く評価されている。映画批評集積サイトのRotten Tomatoesには59件のレビューがあり、批評家支持率は85%、平均点は10点満点で7.1点となっている。サイト側による批評家の見解の要約は「『母が教えてくれたこと』は安直なメロドラマに堕さなかった。才能ある出演者たちとユーモアとシリアスを見事に織り交ぜたストーリーのお陰で、同作は家族関係のダイナミクスを繊細かつスマートに描き出している。」となっている。また、Metacriticには24件のレビューがあり、加重平均値は67/100となっている。
本作は第32回インディペンデント・スピリット賞で主演男優賞（プレモンス）、助演女優賞（シャノン）、第一回脚本賞（ケリー）の3部門にノミネートされ、シャノンが助演女優賞を受賞した。